# Chao (Sonic the Hedgehog)
Vous lisez un « bon article » labellisé en 2011.
Pour les articles homonymes, voir Chao.
Les Chao (チャオ) (prononcé [ˈtʃaʊ]), sont une forme de vie fictive présente dans la série de jeux vidéo Sonic the Hedgehog, développée par Sega. Ils ont fait leur première apparition en tant qu'animaux de compagnie en 1998, dans Sonic Adventure, sur Dreamcast. Ils sont depuis apparus dans plusieurs jeux vidéo de la série Sonic the Hedgehog, comme animaux de compagnie, personnages secondaires ou éléments de gameplay, mais également dans des jeux en dehors de la série et dans la série d'animation Sonic X. Les Chao ont donné lieu à des produits dérivés et ont été généralement bien reçus par les critiques, telles que GameSpot et IGN.

## Conception et caractéristiques
Takashi Iizuka de la Sonic Team déclare dans une interview du site 1UP.com que les Chao ont été intégrés dans Sonic Adventure « afin que les nouveaux joueurs soient obligés de sortir, explorer les sections d'action et trouver des Flickies et autres objets ». Les Chao ont été conçus comme une « entité relativement neutre » dans ce jeu. Toutefois, pour rester en accord avec la dichotomie bien-mal de Sonic Adventure 2, les Chao ont été revus pour que le joueur puisse les faire devenir des « Hero Chao » ou des « Dark Chao ». Un « programme de socialisation » a été intégré dans Sonic Adventure 2 pour rendre le jeu unique : les Chao se comportent différemment entre eux selon leurs relations et leur personnalité.
Les Chao sont des petites créatures avec un corps ressemblant à du pudding et se comportant comme des bébés avec des personnalités relaxantes et plaisantes. Le professeur Chao, un personnage mineur de Sonic Adventure 2, dit que les Chao sont mignons, adorent les jouets et être tenus et caressés. Toutefois, ils n'aiment pas être tenus pendant que le joueur saute, qu'il leur tourne autour, ou qu'il les lance. Les Chao mangent des fruits et des noix de coco. Les Chao éclosent d'œufs présents dans le jardin Chao. Quand le joueur passe assez de temps avec un Chao dans le jardin Chao, celui-ci s'enferme dans un cocon puis en sort sous la forme d'un adulte. En fin de vie, le Chao s'enferme à nouveau dans un cocon. Si le Chao a été bien traité, le cocon est rose et le Chao se réincarne en œuf. Néanmoins, si le Chao a été maltraité, le cocon est gris et le Chao disparaît. Les Chao peuvent s'accoupler pour produire un œuf.

## Apparitions
Les Chao font beaucoup d'apparitions dans les jeux vidéo de la série Sonic en tant qu'animaux de compagnie virtuels. Ils apparaissent pour la première fois dans le jeu Sonic Adventure sur Dreamcast en 1998. Le joueur peut les élever, les faire participer à des courses et les exporter vers Chao Adventure, un jeu sur le périphérique VMU de la Dreamcast. Le joueur peut également échanger des Chao ou poster ses high scores en ligne en utilisant les fonctionnalités internet de la Dreamcast. La fonction d'élevage de Chao a été étendue dans Sonic Adventure 2 : le Chao peut devenir un « Hero Chao » ou un « Dark Chao », selon l'alignement du personnage qui s'en occupe le plus : « Hero » pour Sonic, Miles « Tails » Prower et Knuckles, et « Dark » pour Shadow, Eggman et Rouge the Bat. Les Chao peuvent, en plus des courses, faire des tournois de karaté. Les jeux de Game Boy Advance Sonic Advance, Sonic Advance 2 et Sonic Pinball Party incluent un Tiny Chao Garden, similaire au Chao Garden de Sonic Adventure et Sonic Adventure 2, mais avec des mini-jeux à la place des courses et des tournois de karaté,. Les Chao peuvent être échangés entre Sonic Adventure 2 et Sonic Adventure DX Director's Cut  et les jeux de Game Boy Advance incluant le Tiny Chao Garden,.
Les Chao sont aussi présents dans d'autres jeux de la série Sonic en tant que personnages mineurs et qu'éléments de gameplay. Chao Walker et Dark Chao Walker sont deux véhicules mechas jouables dans le mode deux joueurs de Sonic Adventure 2 Battle, ressemblant à des Chao. Dans la table de flipper « Sonic the Hedgehog » du jeu Sonic Pinball Party, un des objectifs du joueur est de faire éclore plusieurs œufs de Chao. Chaque monde du jeu vidéo Sonic Advance 3, sorti en 2004, inclut un mini-jeu d'inspiration Chao pour gagner une vie supplémentaire et une quête annexe qui implique de trouver des Chao pour obtenir des émeraudes du chaos. Le jeu de PlayStation Portable Sonic Rivals 2 inclut des Chao cachés tout au long des niveaux du free mode. Dans le jeu de rôle Sonic Chronicles: The Dark Brotherhood, sorti en 2008 sur Nintendo DS, des œufs de Chao, que le joueur doit trouver et faire éclore, sont cachés tout le long du jeu. Le bébé Chao qui en sort peut être équipé aux personnages. Ils affectent les performances de combat des personnages. Ce jeu inclut également un mode multijoueurs où les Chao peuvent être échangés entre chaque joueur possédant le jeu. Dans le jeu vidéo Mario et Sonic aux Jeux olympiques d'hiver, les Chao prennent la forme d'un objet dans le Panel Flip. L'objectif de chaque joueur est de supprimer autant de panneaux que possible dans une grille de six par six ; trouver un Chao en retournant un panneau efface tous les panneaux dans une ligne ou colonne de la grille du joueur.
Cream the Rabbit, un personnage de la série, possède un Chao appelé Cheese. Dans le but de ne pas dénaturer la nature douce de la lapine, elle l'utilise souvent pour attaquer les ennemis à sa place. Celui-ci possède un frère jumeau, Chocola, enlevé par Metal Sonic dans le jeu vidéo Sonic Heroes sorti en 2003. Parmi les autres Chao notables de la série, on trouve Chaos, un Chao qui a subi une mutation, servant d'antagoniste dans Sonic Adventure et Omochao, un Chao robotnique qui apparaît dans plusieurs jeux de la série pour donner des conseils, comme dans Sonic Adventure 2.
Des Chao sont aussi apparus dans des jeux vidéo en dehors de la série des Sonic. Dans le jeu vidéo Sega Superstars, sorti sur PlayStation 2 en 2004, le joueur utilise des points, récoltés pendant le jeu pour faire plaisir à un Chao. Pour marquer l'introduction de Sonic dans le jeu vidéo Super Smash Bros. Brawl sorti sur Wii en 2008, Chao et d'autres personnages de la série Sonic apparaissent en tant que trophées et vignettes à collecter.
Les Chao étaient également des personnages récurrents de l'anime Sonic X, diffusé originellement de 2003 à 2006,.

## Impact culturel

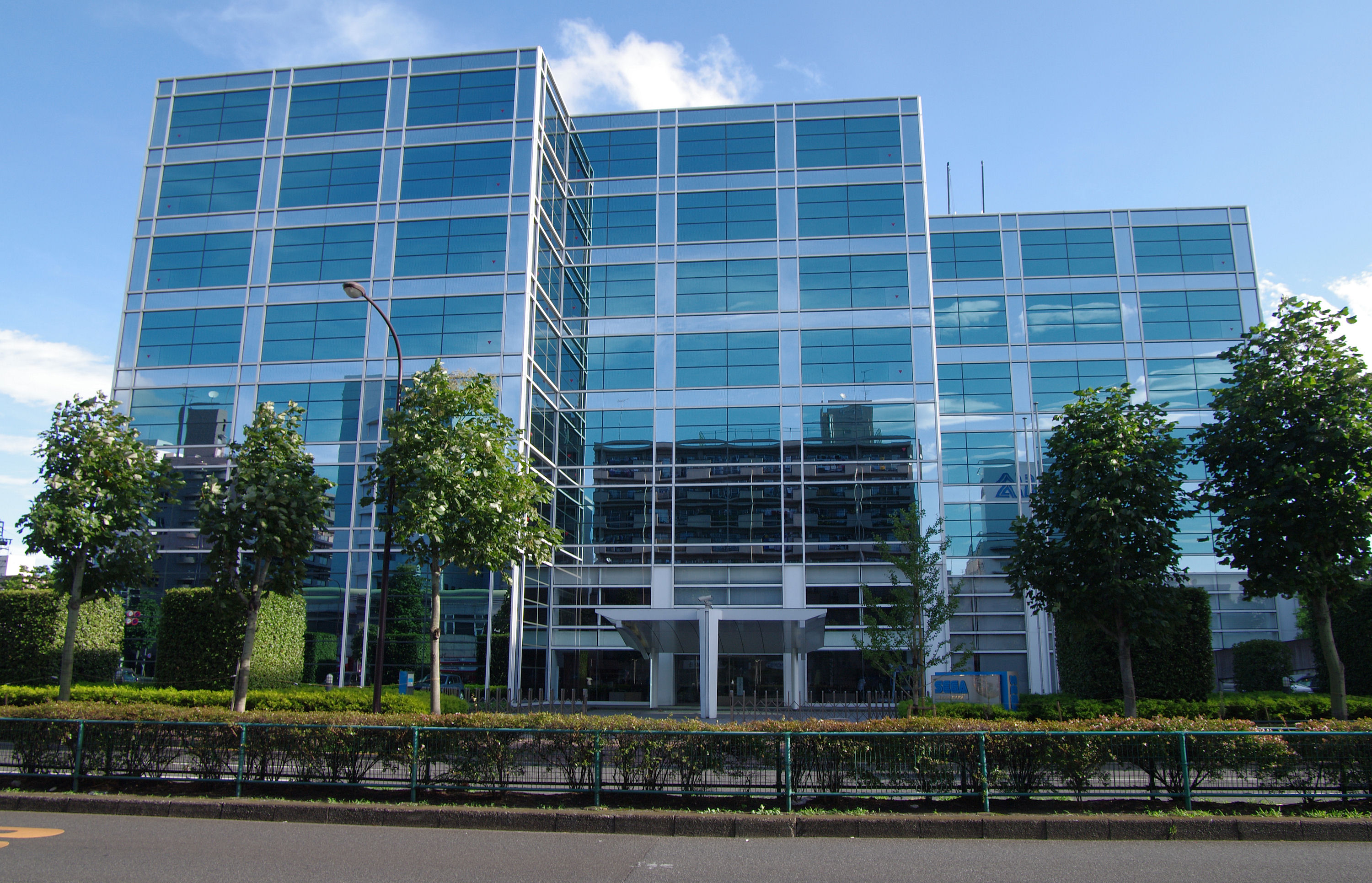
Les locaux de Sega à Ota (Tokyo).

### Promotion et produits dérivés
Les Chao ont été adaptés en porte-clefs, dans le cadre de la production d'une série de porte-clefs basée sur les personnages de Sonic X.
Entre le 27 juillet et le 8 septembre 2002, Sega a accueilli dans ses locaux, basés à Tokyo, des évènements pour promouvoir les jeux vidéo estampillés Sega à venir. Les visiteurs pouvaient télécharger des Chao Mini Gardens et des Chao exclusifs pour leur jeu Sonic Advance. Des habits et des accessoires pour Chao, basés sur d'autres personnages de Sega, étaient disponibles.

### Réception critique
Les Chao et le système d'élevage des Chao ont généralement reçu de bonnes critiques. Dans un test de Sonic Adventure, Peter Bartholow de GameSpot a dit qu'« avec la simulation d'élevage de Chao et les mini-jeux, Sonic offr[ait] beaucoup plus au-delà de l'achèvement de son histoire ». IGN a déclaré que « SA a[vait] plus que le rayon des extras couvert ». Cet enthousiasme de la part d'IGN a été étendu aux tests de Sonic Adventure 2, Sonic Advance et à Sonic Adventure DX Director's Cut. Shane Satterfield de GameSpot a critiqué l'élevage des Chao dans Sonic Adventure 2 Battle, déclarant qu'« il y a[vait] peu d'interactivité » (« there's little in the way of interactivity ») et que « l'entraînement de Chao en utilisant le Game Boy Advance [était] un peu plus qu'une nouveauté » (« the [C]hao training aspect using the Game Boy Advance is little more than a novelty »). Toutefois, Shane Bettenhausen de GameSpy a loué la fonction, comparant les Chao à des Tamagotchi et Frank Provo de GameSpot a noté l'intérêt qu'apportaient les Chao pour « les personnes qui n'aim[ai]ent le flipper que lors de parties rapides, juste en passant » (« those people who might only enjoy pinball in passing ») dans Sonic Pinball Party. Chris Baker d'1UP.com a trouvé la fonction d'élevage de Chao dans Sega Superstars inutile, mais possiblement amusante. Dans un test de Sonic Chronicles : La Confrérie des ténèbres, Shiva Stella de GameSpot a loué le système des Chao car il augmenterait le côté stratégique du titre. Jim Sterling de Destructoid a émis une opinion similaire, tout en affirmant que les Chao avaient été « nuls » (« rubbish ») dans les précédents jeux.